# Atlet světa
Atlet světa je mezinárodní sportovní ocenění atletů, které od roku 1988 vyhlašuje Mezinárodní asociace atletických federací (IAAF).

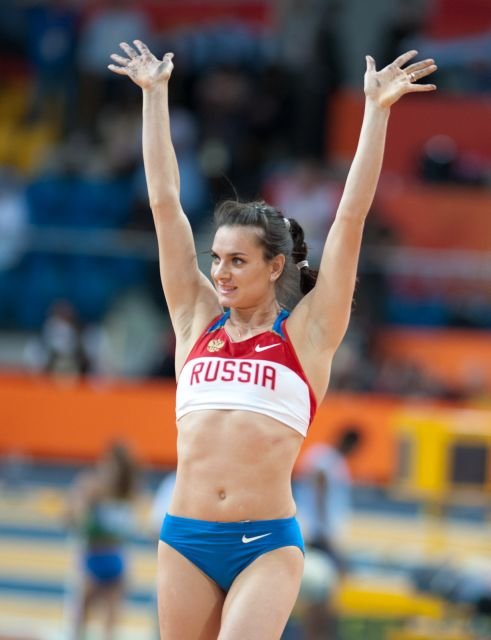
Trojnásobná vítězka Jelena Isinbajevová

## Přehled vítězů
|     | Rok  | Muži                                          | Ženy                                                  |
| --- | ---- | --------------------------------------------- | ----------------------------------------------------- |
| 1.  | 1988 | Carl Lewis                                    | Florence Griffith-Joynerová                           |
| 2.  | 1989 | Roger Kingdom                                 | Ana Fidelia Quirotová                                 |
| 3.  | 1990 | Steve Backley                                 | Merlene Otteyová                                      |
| 4.  | 1991 | Carl Lewis (2)                                | Katrin Krabbeová                                      |
| 5.  | 1992 | Kevin Young                                   | Heike Henkelová                                       |
| 6.  | 1993 | Colin Jackson                                 | Sally Gunnellová                                      |
| 7.  | 1994 | Noureddine Morceli                            | Jackie Joynerová-Kerseeová                            |
| 8.  | 1995 | Jonathan Edwards                              | Gwen Torrenceová                                      |
| 9.  | 1996 | Michael Johnson                               | Světlana Mastěrkovová                                 |
| 10. | 1997 | Wilson Kipketer                               | Marion Jonesová                                       |
| 11. | 1998 | Haile Gebrselassie                            | Marion Jonesová (2)                                   |
| 12. | 1999 | Michael Johnson (2)                           | Gabriela Szabóová                                     |
| 13. | 2000 | Jan Železný                                   | Marion Jonesová                                       |
| 14. | 2001 | Hišám Al-Karúdž                               | Stacy Dragilaová                                      |
| 15. | 2002 | Hišám Al-Karúdž (2)                           | Paula Radcliffová                                     |
| 16. | 2003 | Hišám Al-Karúdž (3)                           | Hestrie Cloete                                        |
| 17. | 2004 | Kenenisa Bekele                               | Jelena Isinbajevová                                   |
| 18. | 2005 | Kenenisa Bekele (2)                           | Jelena Isinbajevová (2)                               |
| 19. | 2006 | Asafa Powell                                  | Sanya Richardsová                                     |
| 20. | 2007 | Tyson Gay                                     | Meseret Defarová                                      |
| 21. | 2008 | Usain Bolt                                    | Jelena Isinbajevová (3)                               |
| 22. | 2009 | Usain Bolt (2)                                | Sanya Richardsová (2)                                 |
| 23. | 2010 | David Lekuta Rudisha                          | Blanka Vlašičová                                      |
| 24. | 2011 | Usain Bolt (3)                                | Sally Pearsonová                                      |
| 25. | 2012 | Usain Bolt (4)                                | Allyson Felixová                                      |
| 26. | 2013 | Usain Bolt (5)                                | Shelly-Ann Fraserová-Pryceová                         |
| 27. | 2014 | Renaud Lavillenie                             | Valerie Adamsová                                      |
| 28. | 2015 | Ashton Eaton                                  | Genzebe Dibabaová                                     |
| 29. | 2016 | Usain Bolt (6)                                | Almaz Ayanaová                                        |
| 30. | 2017 | Mutaz Essa Baršim                             | Nafissatou Thiamová                                   |
| 31. | 2018 | Eliud Kipchoge                                | Caterine Ibargüenová                                  |
| 32. | 2019 | Eliud Kipchoge (2)                            | Dalilah Muhammadová                                   |
| 33. | 2020 | Armand Duplantis                              | Yulimar Rojasová                                      |
| 34. | 2021 | Karsten Warholm                               | Elaine Thompsonová-Herahová                           |
| 35. | 2022 | Armand Duplantis (2)                          | Sydney McLaughlinová-Levroneová                       |
| 36. | 2023 | Noah Lyles Armand Duplantis (3) Kelvin Kiptum | Faith Kipyegonová Yulimar Rojasová (2) Tigst Assefová |
| 37. | 2024 | Letsile Tebogo                                | Sifan Hassanová                                       |